# Heißer Draht
Als Heißer Draht (engl. hotline) oder Rotes Telefon wurde eine ständige Fernschreiberverbindung zwischen der Sowjetunion und den Vereinigten Staaten während der Zeit des Kalten Krieges bezeichnet.

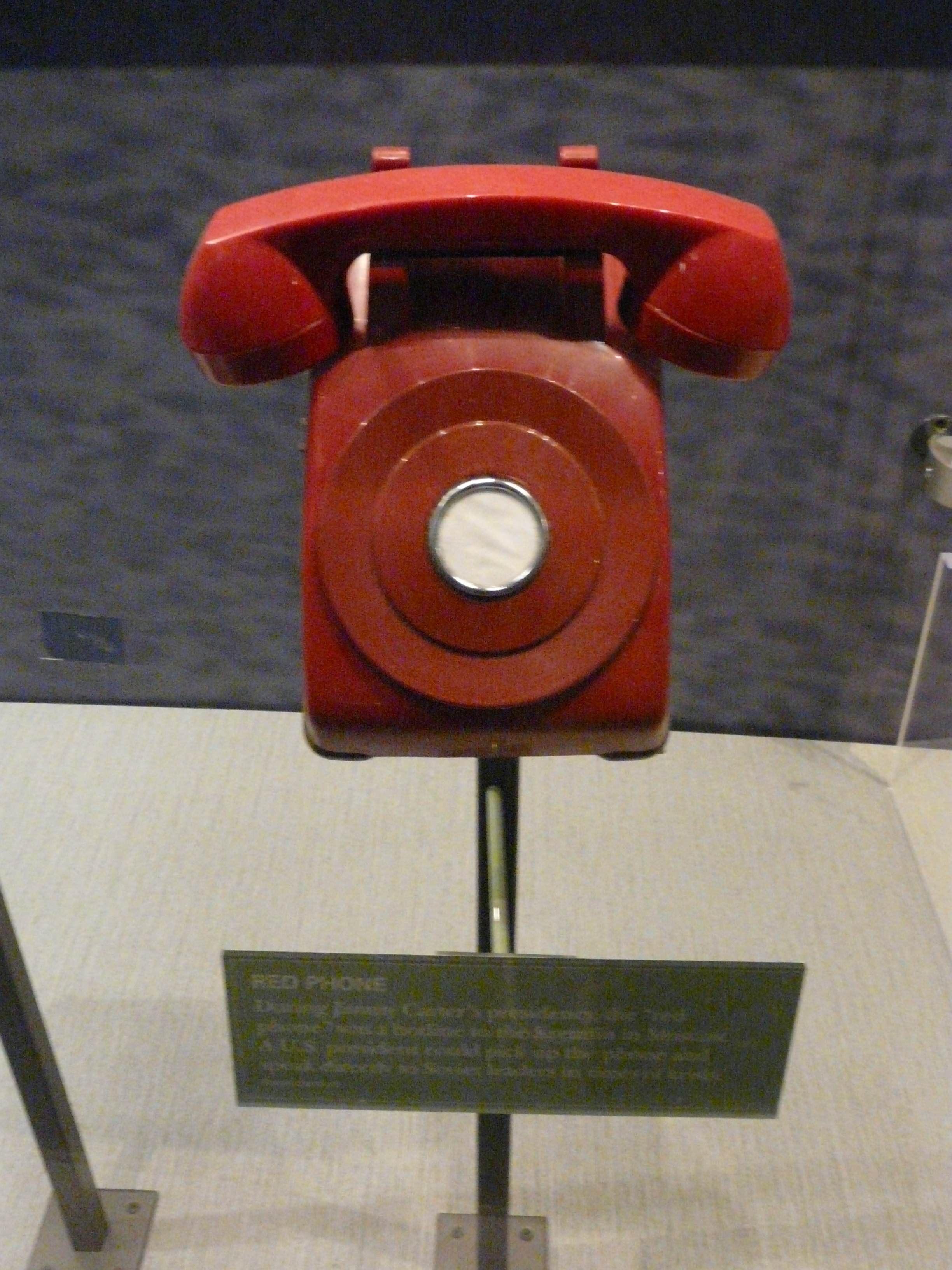
Ein Rotes Telefon aus der Zeit von Jimmy Carter, das aber nie Bestandteil des heißen Drahtes, sondern wohl nur des amerikanischen Defense Red Switch Networks war.

## Einrichtung

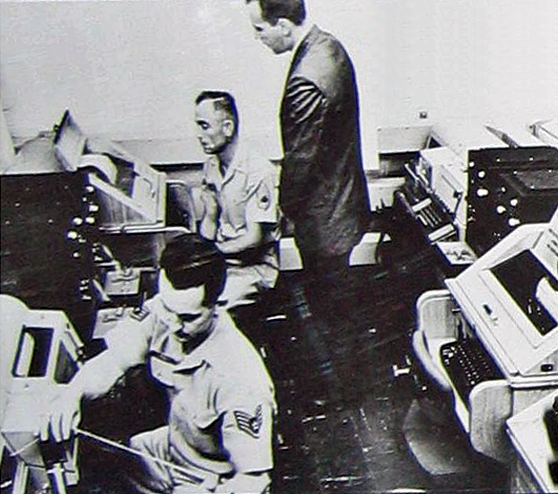
Fernschreibraum unterhalb des Weißen Hauses

Die Verbindung wurde aufgrund der Erfahrungen aus der Kubakrise (14. bis 28. Oktober 1962) eingerichtet. Sie läuft über London, Kopenhagen, Stockholm, Helsinki und wurde am 30. August 1963 eröffnet. Parallel dazu kam es zu einer Funkverbindung über Tanger. 1966 folgte eine Verbindung der USA mit Frankreich, 1967 mit Großbritannien. Die Verbindungen sollen die Möglichkeit schaffen, eine Friedensgefährdung durch Irrtümer, Missverständnisse oder Verzögerungen im Kommunikationsweg zu verhindern.
Dass diese Gefahr weiterhin bestand, zeigt der Nuklear-Fehlalarm von 1983: Damals meldete die sowjetische Raketenabwehr fälschlich einen Angriff von US-Interkontinentalraketen auf die Sowjetunion.
Beide Seiten strebten eine höchstmögliche Sicherheit gegen Abhören oder Verfälschen der übermittelten Nachrichten an. Es kam die Verschlüsselungstechnik One-Time-Pad zum Einsatz – eine der wenigen bekannten Anwendungen des Verfahrens, das zwar absolute Sicherheit bietet, in der Praxis aufgrund des aufwendigen Schlüsselaustausches aber nur schwer durchführbar ist. Es wurde die norwegische Chiffriermaschine ETCRRM verwendet.
Um technisch bedingte Übertragungsfehler auszuschließen, überprüfte man die Leitung regelmäßig. In der Vergangenheit geschah das, indem der seit 1988 in der ITU-T-Empfehlung R.52 beschriebene Prüftext für Fernschreibverbindungen jeweils an die Gegenseite gesendet wurde (the quick brown fox jumps over the lazy dog, ins Deutsche übersetzt „Der schnelle, braune Fuchs springt über den faulen Hund“). Dieser Prüftext enthält alle darstellbaren Buchstaben eines Fernschreibers (ein sogenanntes Pangramm).

## Erster Einsatz
Nach der Installation wurde die Verbindung zwischen USA und Sowjetunion vier Jahre lang nicht verwendet. Robert McNamara, damaliger Verteidigungsminister der USA, beschrieb den ersten Einsatz des Roten Telefons in seinen Erinnerungen: Wenige Stunden nach Ausbruch des Sechstagekrieges erhielt er am 5. Juni 1967 gegen acht Uhr morgens Ortszeit im Pentagon einen Anruf des diensthabenden Generals. Dieser teilte dem erstaunten Verteidigungsminister mit, dass der sowjetische Ministerpräsident Alexei Kossygin Präsident Lyndon B. Johnson zu sprechen wünsche. McNamara wusste bis zu diesem Zeitpunkt nicht, dass die Leitungen des Fernschreibers unter seinem Büro endeten. Er weckte und informierte den Präsidenten; die Verbindung wurde während des Krieges mehrmals verwendet.

## Reaktivierung

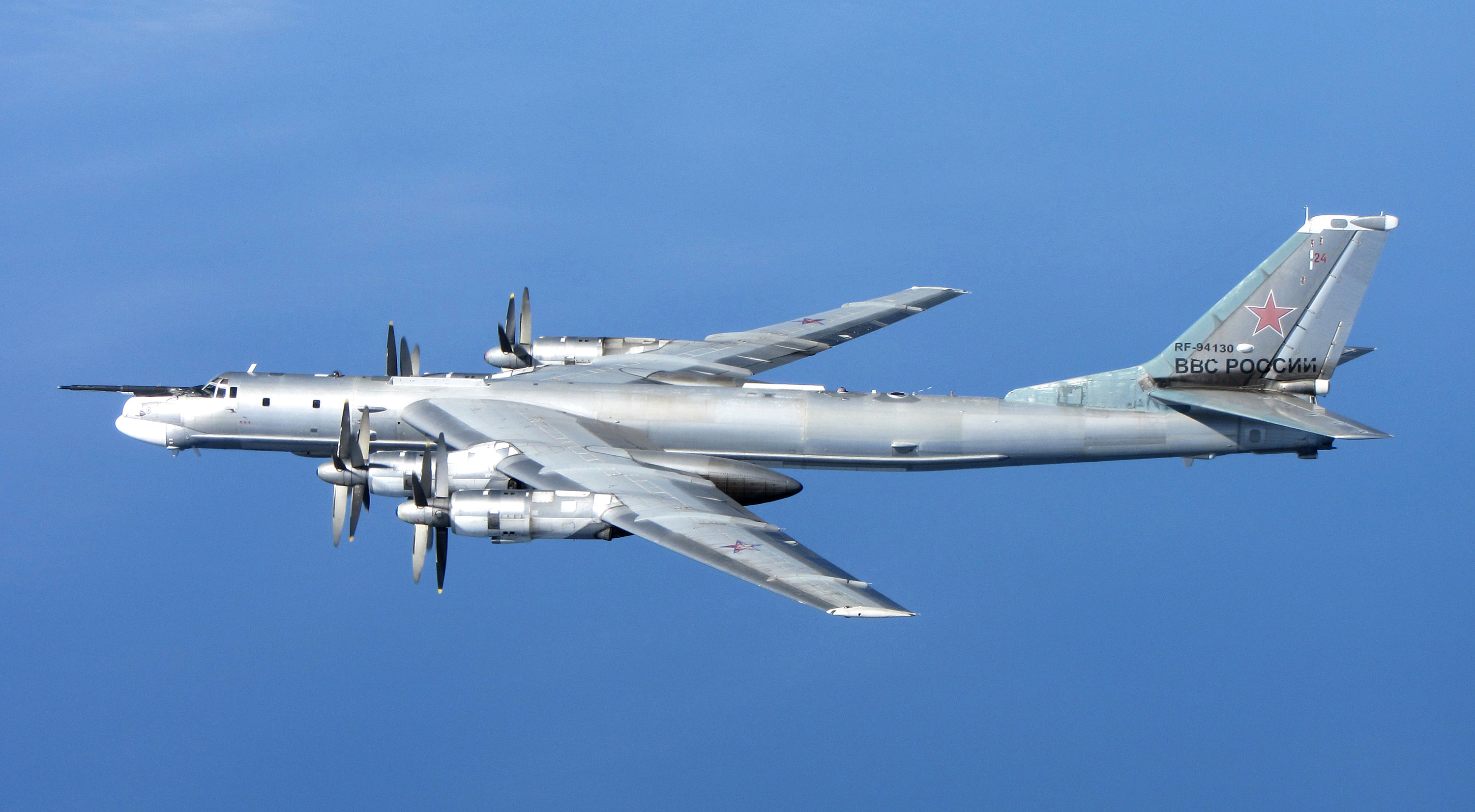
Tu-95MS, vor Schottland 2014,
fotografiert von RAF-Abfangjägern

Über 20 Jahre nach dem Ende des Kalten Krieges richteten Russland und die NATO 2015 wieder eine direkte Verbindung zwischen ihren Generalstäben ein. Der damalige deutsche Außenminister Frank-Walter Steinmeier (SPD) hatte aufgrund der Spannungen im Zusammenhang mit der Ukraine-Krise im Dezember 2014 angeregt, wieder eine ständige Verbindung für Krisenfälle einzurichten.
Sowohl der NATO-Oberbefehlshaber für Europa als auch der Vorsitzende des NATO-Militärausschusses haben die Erlaubnis, sich mit den russischen Oberbefehlshabern in Verbindung zu setzen, teilte die NATO mit. Die Kommunikationskanäle seien jederzeit offen und würden regelmäßig getestet.
Etwa eine Woche nach dem Überfall Russlands auf die Ukraine wurde eine direkte Verbindung zwischen dem Europa-Hauptquartier der US-Streitkräfte und Russland eingerichtet.

## Sonstiges

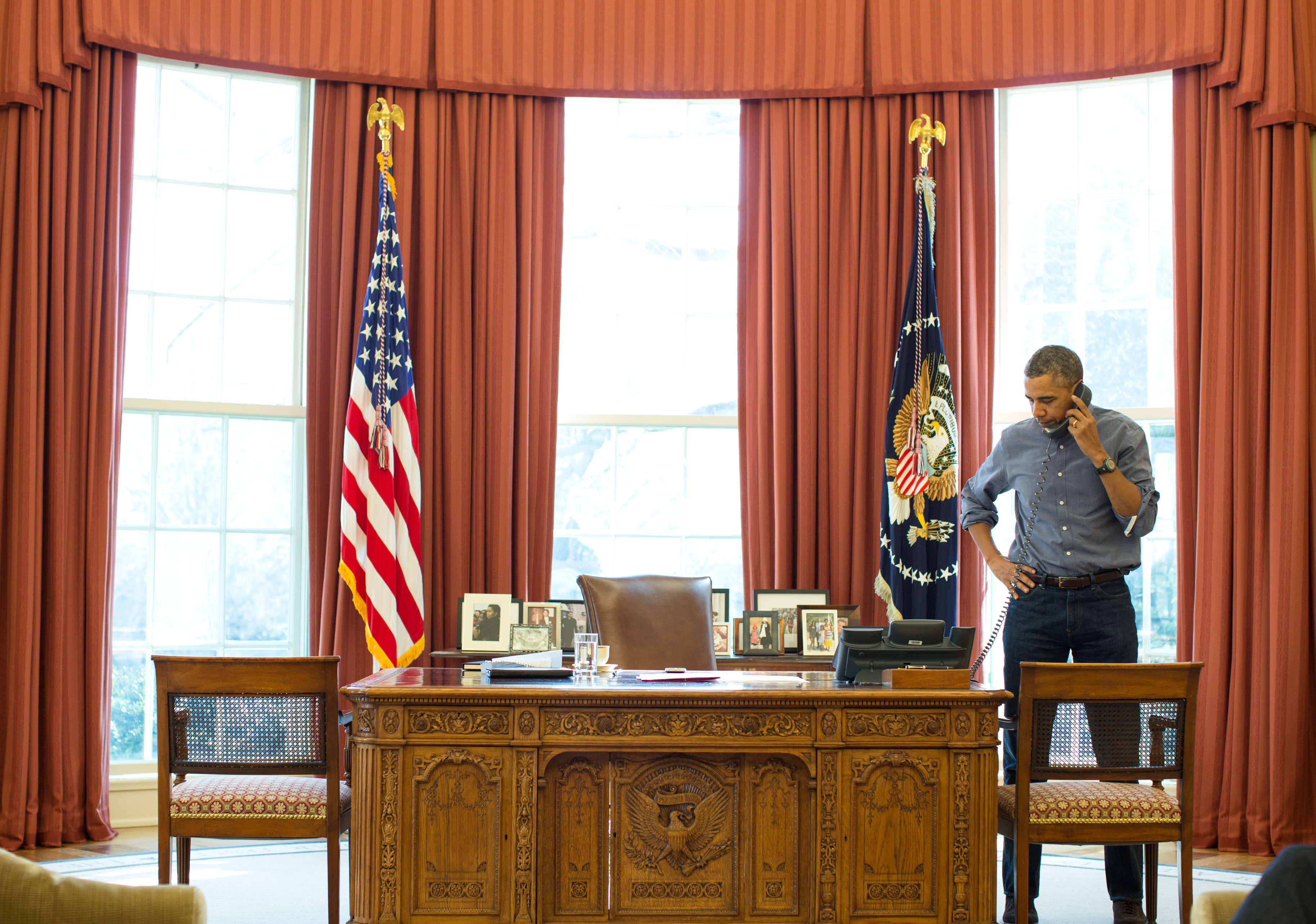
Barack Obama telefoniert im März 2014 mit Wladimir Putin über die Situation in der Ukraine

Direkte Telefonverbindungen wurden auch zwischen anderen wichtigen Knotenpunkten im militärischen Entscheidungsapparat eingerichtet. Eines dieser Telefone war rot mit schwarzer Abdeckung ohne Wählscheibe und trug die Aufschrift „White House Hot Line“. Es verband 1963 das North American Aerospace Defense Command (Verteidigungskommando Nordamerikanischer Luft- und Raumfahrt) mit dem Weißen Haus und war erst über 50 Jahre danach für wenige Monate öffentlich zu sehen. Es war ein Telefon vor der Einrichtung des AUTOSEVOCOM und anderen Systemen, deren Geräte u. a. rot, gelb oder andersfarbig waren.
In zahlreichen Filmen der letzten Jahrzehnte sieht man das Rote Telefon auf Schreibtischen von hochrangigen Diplomaten und Militärs. Es wird als direkte Leitung der jeweiligen Person zum Büro des obersten militärischen Vorgesetzten dargestellt. Bei den US-Amerikanern ist das der Präsident.
Viele Menschen denken beim Begriff Rotes Telefon nur an eine Verbindung zwischen den USA und der UdSSR (bzw. seit deren Zerfall, Russland) und an ein Telefon, also nicht auch an eine Fernschreibverbindung.
Die Volksrepublik China unterhält mit den USA eine ähnliche Verbindung.